# Aiken-Gletscher
Der Aiken-Gletscher ist ein kleiner Gletscher zwischen dem Von-Guerard-Gletscher und dem Wales-Gletscher am Nordhang der Kukri Hills im ostantarktischen Viktorialand.
Das Advisory Committee on Antarctic Names benannte ihn 1997 in Anlehnung an die Benennung des Aiken Creek, dessen Quellgebiet der Gletscher darstellt, nach dem US-amerikanischen Hydrologen George Richard Aiken, der für den United States Geological Survey zwischen 1987 und 1991 an Feldforschungen zum Flusssystem des Lake Fryxell beteiligt war.